# Літературна премія Карін Боє

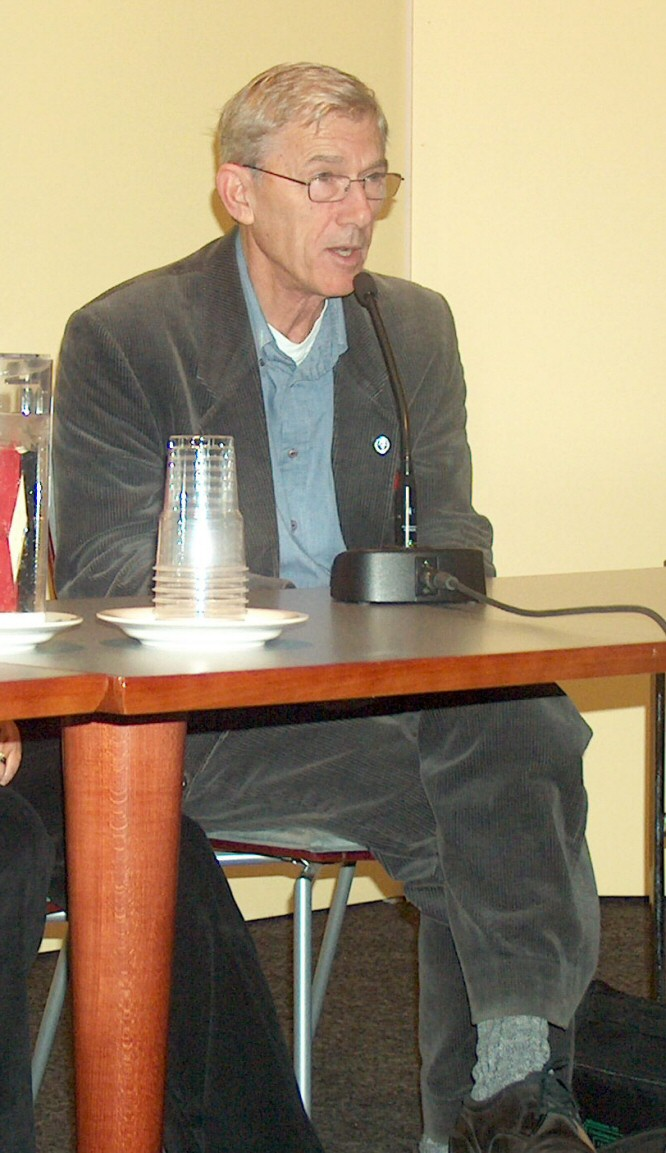
Теодор Калліфатідес, лауреат 1998 року

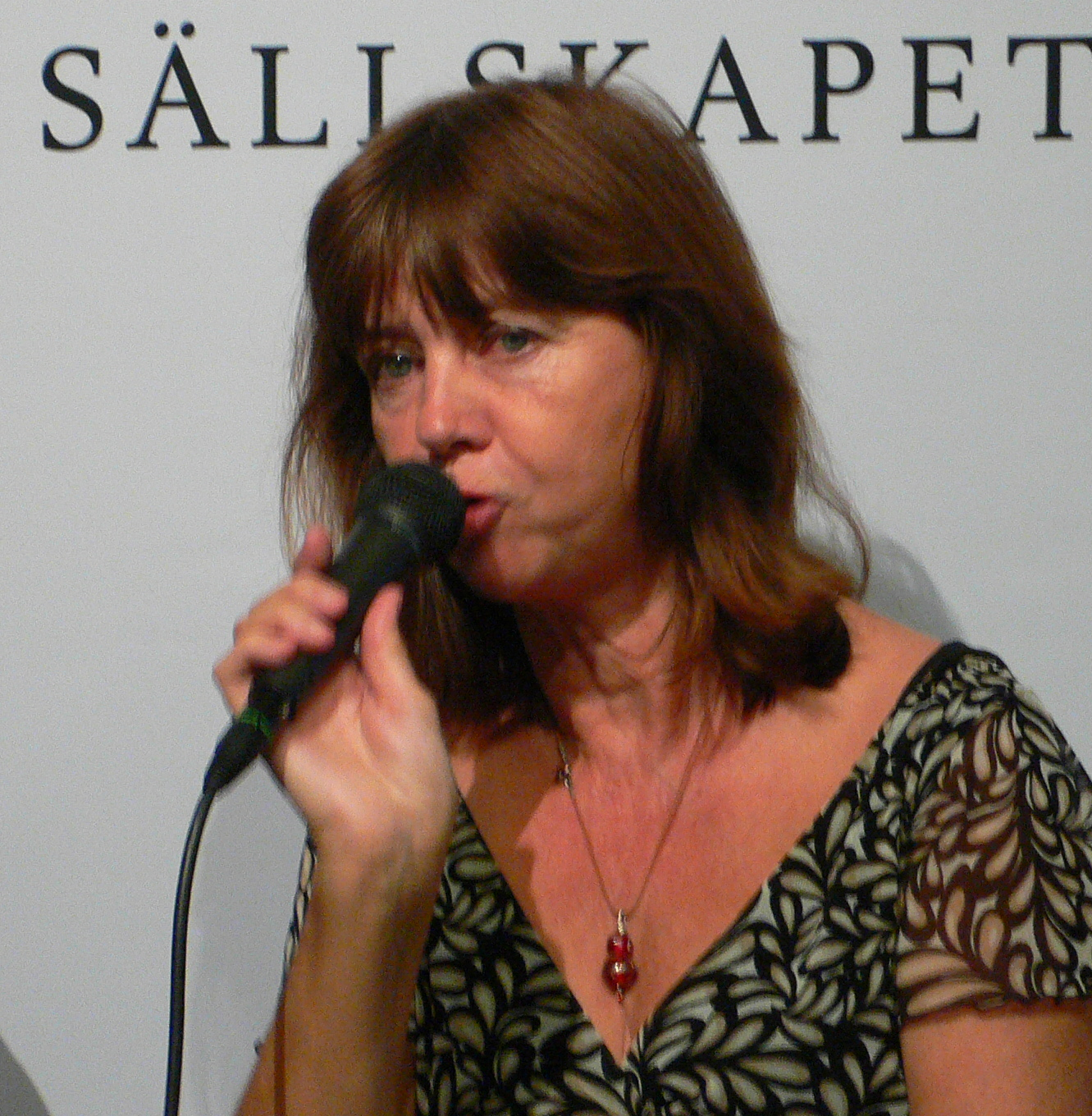
Ільва Еґґегорн, лауреатка 2001 року

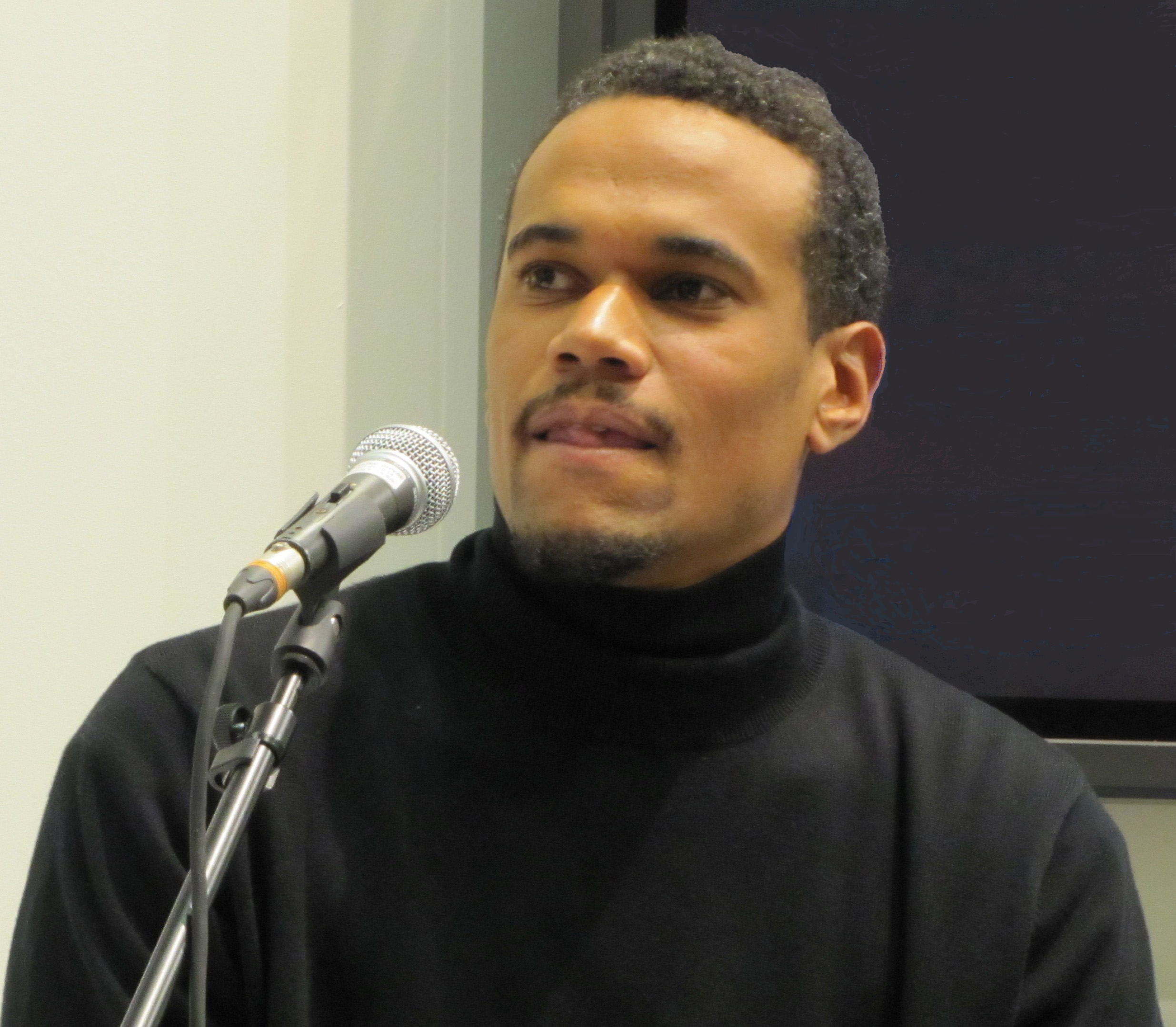
Юганнес Анюру, лауреат 2004 року

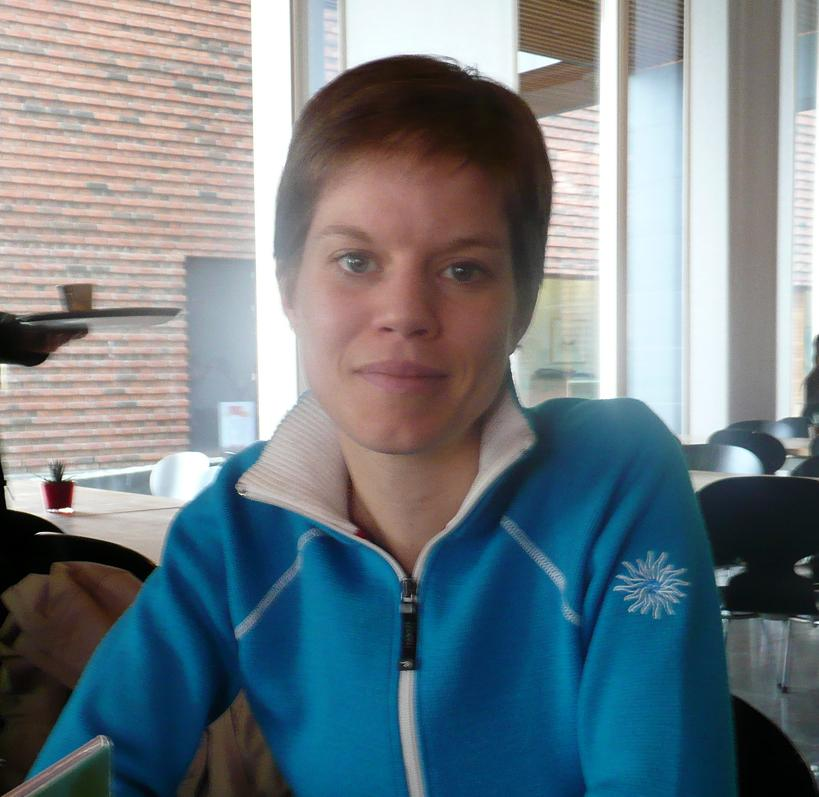
Юганна Нільссон, лауреатка 2005 року

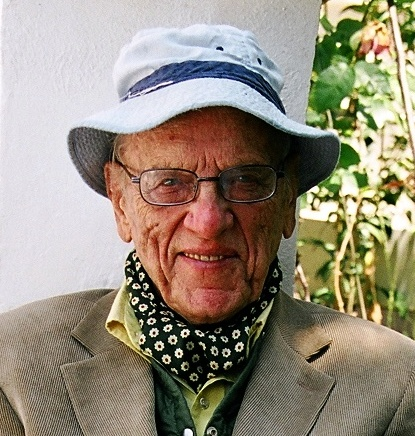
Стуре Ліннер, лауреат 2008 року

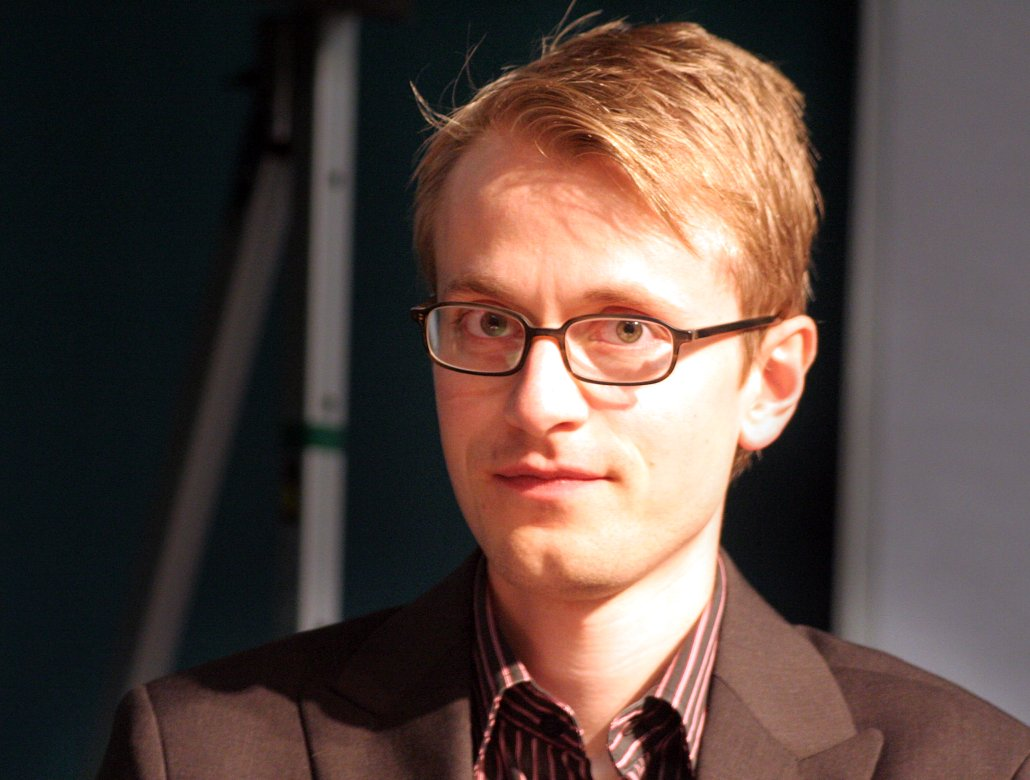
Мальте Перссон, лауреат 2011 року

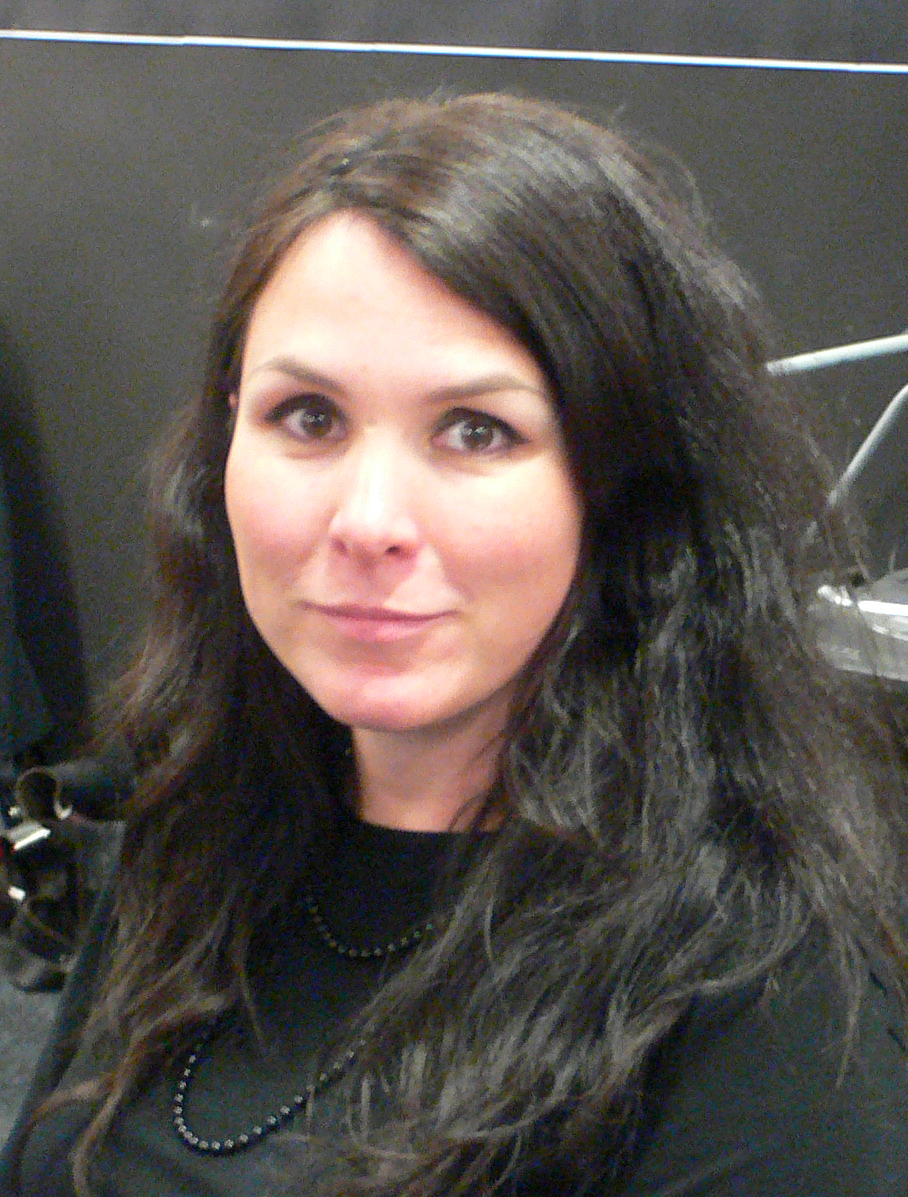
Ніна Геммінґссон, лауреатка 2012 року

Літерату́рна пре́мія Ка́рін Бо́є (швед. Karin Boyes litterära pris) — це шведська літературна нагорода від влади стокгольмської комуни Гуддинґе, присвячена пам'яті про цю письменницю й призначена для того, щоб стимулювати до написання творів у її дусі. З 1998-го премію присуджують щороку — передусім літераторам, які працюють у комуні Гуддинґе й упродовж попередніх двох років опублікували в дусі Карін Боє романи, драми, поезії, оповідання, есеї шведською мовою, які відповідають високим літературним і художнім вимогам. Членів журі (їх має бути не менш як три) призначає влада комуни Гуддинґе. Грошовий еквівалент нагороди становить 25 000 крон.

## Лауреати премії
1998
Theodor Kallifatides — Теодор Калліфатідес
За творчість, якій у дусі Карін Боє характерні активна боротьба за демократію і свободу думки, психологічно глибокий опис оточення, в якому розвиваються дружба та кохання, зображення сутності цих почуттів, а також високохудожнє передавання мови.

1999
Marie Lundqvist — Марія Лундквіст
За лірику, що по роках, які минули після дебюту в 1992-му, завдяки праці над поліпшенням стилю видається оновленою, і за глибокий аналіз психологічних стосунків у дусі Карін Боє, прикметний і її поезії.
2000
Björn Julén — Б'єрн Юлен
За вірші в дусі Карін Боє, в яких наголос на справедливості й солідарності поєднується з делікатним і природним почуттям благоговіння перед буттям.
2001
Ylva Eggehorn — Ільва Еґґегорн
За багату лірику, яка охоплює простір від інтимної побутової ідилії до справжнього оркестрованого гимну.
2002
Camilla Hammarström — Камілла Гаммарстрем
У своїй поезії Камілла Гаммарстрем поєднує мовні експерименти з уподобанням до обійденого увагою й побічного, прагне звільнити мову від кліше. У біографічному творі про Карін Боє авторка обходить міфологічний образ цієї письменниці й зображає її як свідому, ідейну, творчу мисткиню й людину.
2003
Marie Silkeberg — Марія Сількеберг
На перший погляд лірика Марії Сількеберг може видатися недохідливою. Однак після ближчого ознайомлення видно, що тексти містять великий заряд — як змістом, так і формою. Йдеться про глибоко закроєну лірику, що постає на сторінках книжки й дає чуття відкритості та звільнення — в дусі Карін Боє.
2004
Johannes Anyuru — Юганнес Анюру
2003 року Юганнес Анюру дебютував збіркою поезій «Тільки боги можуть бути новими», що відзначалася стильністю й нещоденністю. Античних богів і героїв можна знайти у звичайному сучасному передмісті. Гомерова «Іліада» править разючим тлом різних еміґрантських доль. Відразу видно спільне з мрією Карін Боє про античність. Як і в «Каллокаїні» — творі Карін Боє, в поезії Юганнеса Анюру йдеться про парадоксальну віру в життя, про «ймовірність того, що наперекір усьому постане новий світ».
2005
Johanna Nilsson — Юганна Нільссон
За те, що в дусі Карін Боє дала голос тендітним і беззахисним закоханим. Постаті Юганни Нільссон формуються у виразній, повній співчуття прозі з відтінком тремтливої ніжності.
2006
Salim Barakat — Салім Баракат
За те, що він своєю поезією в дусі Карін Боє вільним, акцентованим словом захищає право діяти й зачіпати проблеми в хаотичному й вічно мінливому світі.
2007
Премію не присуджено
2008
Sture Linnér — Стуре Ліннер
За вміння підкреслювати і втілювати в життя вічні класичні гуманістичні цінності та окремі сонячні миті в існуванні людини.
2009
Martina Lowden — Мартіна Ловден
У глибоко відтіненій й енергійній споглядальній поезії в прозі авторка досліджує межі мови й несподівані можливості.
2010
Jerker Virdborg — Єркер Вірдборг
За його вміння засобами холодної суґестивної прози поставити читача перед викличною невизначеністю.
2011
Malte Persson — Мальте Перссон
За те, що він у динамічній, яскравій прозі та поезії відкрив несподівані нюанси й можливості мови, які переходять досі відомі межі.
2012
Nina Hemmingsson — Ніна Геммінґссон
За то брутальну, то скеровану на пошук людини поезію, в якій готовий пролитися гнів чергується з чуттям трепету крила комахи.
2013
Athena Farrokhzad — Атена Фаррокзад
За те, що вона, послуговуючись до болю зворушливою й визбутою обмежень мовою, відкриває правду про нелегке життя на чужині.
2014
Tony Samuelsson — Тоні Самуельссон
За те, що він у дусі Карін Боє передає болюче розуміння складних силових механізмів гноблення і життєво важливий опір письменника.
2015
Tom Malmquist — Том Мальмквіст
За те, що він з болючою силою описує нестримний плин життя в непередбачені миті.
2016
Ulrika Wallenström — Ульріка Валленстрем
За геніальне відтворення сутності роману, заворожена тлумачка якої випробовує межі мови й ставить їм виклик.
2017
Johan Svedjdedal — Юган Сведьєдаль
За те, що він у біографічному романі достовірно і нюансовано змалював яскравий образ Карін Боє як письменниці й особи, передав дух часу, який формував її ідейну прозу та загальнолюдську поезію.
2018
Elisabeth Hjorth, Rasha Alqasim — Елізабет Юрт, Раша Алкасім
Письменниць нагороджено за багатогранну творчість, яка охоплює етику, мораль і виразну лінію на службі миру та протистояння злу.
2019
Alva Dahl — Альва Даль
За філігранну пошукову поезію в прозі, що ризикує йти проти бурхливої течії, де виявляються буденність і божественність.